# Colobomatus canthari
Colobomatus canthari is een eenoogkreeftjessoort uit de familie van de Philichthyidae. De wetenschappelijke naam van de soort is voor het eerst geldig gepubliceerd in 1952 door Delamare Deboutteville & Nunes-Ruivo.